# Provinz Verlag
Der Provinz Verlag wurde im August 2000 als "Kleine Genossenschaft m.b.H." in Brixen gegründet und hat zum Ziel die Publikation förderungswürdiger Produkte aus Literatur, Kunst und Wissenschaft. Auch die Organisation von Schreibwerkstätten, Symposien und Kongressen gehört zu den Zielen des Provinz Verlages.
Der Provinz Verlag ist kein Dienstleistungsverlag im herkömmlichen Sinne und bringt keine Bücher "auf kommerzielle Bestellung" auf den Markt. Um seine Ziele zu erreichen, arbeitet er mit öffentlichen und privaten Fördergeldern. Der Gewinn fließt in neue Projekte, und die einzelnen Mitglieder der Verlagsgenossenschaft erhalten keine Gewinnausschüttung.

## Name
Der Name Provinz Verlag wurde bewusst gewählt: einmal, um auf die geographische Randlage Südtirols als südlichstes Gebiet des deutschen Sprach- und Kulturraumes hinzuweisen, zum anderen, um den Kulturschaffenden "aus der Provinz" Möglichkeiten zu erschließen.
Der Ausdruck "Provinz" bezeichnet dabei nicht nur Geographisches, sondern vor allem Schaffensprodukte, die inhaltlich und formal außer die Norm fallen, indem sie nach neuen Ansätzen des Denkens und Gestaltens streben.
Dies meint auch das Zitat des ehemaligen Ungarischen Präsidenten Árpád Göncz auf der Frankfurter Buchmesse 1999, welcher auch Pate des Provinz Verlages ist: "Gute Literatur ist immer provinziell" (siehe diesbezüglich auch die Schlagzeile in der "Frankfurter Allgemeine Zeitung", 14. Oktober 1999, S. 1).

## Autoren des Verlages
- Marco Aliprandini
- Julia Andreae
- Franz Angerer
- Margret Bergmann
- Apti Bisultanov
- Claudio Bortoluzzi-Farinar
- Monika Brunner
- Rainhard Domanegg
- Horst Eberhöfer
- Germana Fleischmann
- Walter Garber
- Claus Gatterer
- Cristina Grazioli
- Stefan Hainz
- Alexandra von Hellberg
- Alexander Höllwerth
- Hans Kienzl
- Bruno Klammer
- Elisabeth Kraushaar-Baldauf
- Christine Losso
- Veronika Margesin
- Franziska Müller
- Oskar Niederfriniger
- Angelika Pedron
- Hans Perting
- Othmar Pider
- Peter Pircher
- Günther Pitscheider
- Sabine Amina Richter
- Herbert Rosendorfer
- Manfred Schmidt
- Edith Schneider-Fürchau
- Manfred Schullian
- Christoph Senoner
- Klara Tutzer
- Janusch Unterhuber
- Michael Wachtler
- Ruth Wahlmüller
- Marcel Zischg